# Supercopa de Irán 2017
La Supercopa de Irán 2017 fue la III edición del torneo y tuvo lugar el 21 de julio de 2017 en el Estadio Azadi de Teherán, con capacidad para 40.000 espectadores.
El encuentro fue disputado entre el Persepolis, campeón de la Iran Pro League 2016-17 y Naft Tehran, campeón de la Copa Hazfi 2016-17.

## Equipos participantes
|  |  | Persepolis F. C.  |  | Campeón de la Iran Pro League (2016-17) |
|  |  | Naft Tehran F. C. |  | Campeón de la Copa Hazfi (2016-17)      |

## Partido
| Final; 21 de julio de 2017, 21:00 (UTC+03:30) | Persepolis F. C.                                     | 3:0 (1:0) | Naft Tehran F. C. | Estadio Azadi, Teherán                                    |                                                           |
|                                               | - Alipoor 18' - Mosalman 66' - Ahmadzadeh 83' (pen.) | Reporte   |                   | Asistencia: 40.000 espectadores Árbitro(s): Bijan Heydari | Asistencia: 40.000 espectadores Árbitro(s): Bijan Heydari |

|  |  |

| Persepolis       |  |                      |     |
|                  |  |                      |     |
| POR              |  | Alireza Beiranvand   |     |
| DEF              |  | Hossein Mahini       |     |
| DEF              |  | Shoja' Khalilzadeh   |     |
| DEF              |  | Mohammad Ansari      |     |
| DEF              |  | Shayan Mosleh        |     |
| MED              |  | Farshad Ahmadzadeh   |     |
| MED              |  | Mohsen Rabiekhah     |     |
| MED              |  | Mohsen Mosalman      | 88' |
| DEL              |  | Vahid Amiri          | 84' |
| DEL              |  | Mehdi Taremi         | 74' |
| DEL              |  | Ali Alipour          |     |
| Sustituciones:   |  |                      |     |
| POR              |  | Božidar Radošević    |     |
| DEF              |  | Jalal Hosseini       |     |
| MED              |  | Kamal Kamyabinia     | 84' |
| MED              |  | Ehsan Alvanzadeh     |     |
| MED              |  | Hamidreza Taherkhani | 88' |
| MED              |  | Siamak Nemati        | 74' |
| MED              |  | Adam Hemati          |     |
| Entrenador:      |  |                      |     |
| Branko Ivanković |  |                      |     |

| Naft Tehran       |  |                        |     |
|                   |  |                        |     |
| POR               |  | Milad Farahani         |     |
| DEF               |  | Taher Jahanbakhsh      |     |
| DEF               |  | Arash Shahamati        |     |
| DEF               |  | Hossein Jafari         |     |
| DEF               |  | Farid Mohammadizadeh   |     |
| MED               |  | Amirhossein Feshangchi | 74' |
| MED               |  | Alireza Ezzati         |     |
| MED               |  | Mojtaba Haghdoust      |     |
| MED               |  | Farshad Hashemi        |     |
| DEL               |  | Ali Mirferat           |     |
| DEL               |  | Issa Alekasir          |     |
| Sustituciones:    |  |                        |     |
| POR               |  | Shahab Adeli           |     |
| DEF               |  | Meysam Bashoki         |     |
| MED               |  | Saba Tavadze           |     |
| MED               |  | Ali Khodaei            | 74' |
| MED               |  | Milad Souri            |     |
| DEL               |  | Amir Arsalan Motahari  |     |
| DEL               |  | Iman Mousavi           |     |
| Entrenador:       |  |                        |     |
| Mojtaba Khorshidi |  |                        |     |

| Campeón Supercopa de Irán 2017 |
| ------------------------------ |
| Persepolis F. C. 1.er título   |